# Liste der Orte im Landkreis Neu-Ulm
Diese Liste der Orte im Landkreis Neu-Ulm listet die 127 amtlich benannten Gemeindeteile (Hauptorte, Kirchdörfer, Pfarrdörfer, Dörfer, Weiler und Einöden) im Landkreis Neu-Ulm auf.

## Systematische Liste
Alphabet der Städte und Gemeinden mit den zugehörigen Orten.
- Markt Altenstadt mit 7 Gemeindeteilen:
  - Hauptort Altenstadt
  - Pfarrdörfer Illereichen und Untereichen
  - Kirchdörfer Bergenstetten, Dattenhausen, Filzingen und Herrenstetten

- Bellenberg mit 1 Gemeindeteil:
  - Pfarrdorf Bellenberg

- Markt Buch mit 15 Gemeindeteilen:
  - Hauptort Buch
  - Pfarrdörfer Christertshofen, Gannertshofen, Obenhausen und Rennertshofen
  - Kirchdörfer Dietershofen b.Illertissen, Ebersbach,  Nordholz und Ritzisried
  - Weiler Engenhof, Friesenhofen und Halbertshofen I
  - Einöden Halbertshofen II, Imberg und Waldreichenbach

- Elchingen mit 3 Gemeindeteilen:
  - Pfarrdörfer Oberelchingen, Thalfingen und Unterelchingen

- Holzheim mit 2 Gemeindeteilen:
  - Pfarrdorf Holzheim
  - Dorf Neuhausen

- Stadt Illertissen mit 13 Gemeindeteilen:
  - Hauptort Illertissen
  - Pfarrdorf Au
  - Kirchdörfer Betlinshausen, Jedesheim und Tiefenbach
  - Dorf Dornweiler
  - Weiler Aumühle, Binsengraben und Ölmühle
  - Einöden Jungviehweide, Tannenhärtle und Unteres Ried
  - Unterkunfthaus Bruckhof

- Markt Kellmünz a.d.Iller mit 1 Gemeindeteil:
  - Hauptort Kellmünz a.d.Iller

- Nersingen mit 6 Gemeindeteilen:
  - Pfarrdörfer Nersingen, Oberfahlheim und Straß
  - Kirchdörfer Leibi und Unterfahlheim
  - Weiler Glassenhart

- Stadt Neu-Ulm mit 23 Gemeindeteilen:
  - Hauptort Neu-Ulm
  - Pfarrdörfer Burlafingen, Finningen, Gerlenhofen, Holzschwang, Ludwigsfeld, Offenhausen, Pfuhl, Reutti und Steinheim
  - Kirchdorf Hausen
  - Dörfer Jedelhausen und Schwaighofen
  - Siedlung Werzlen
  - Weiler Marbach und Tiefenbach
  - Einöden Breithofen, Harzerhof, Häuserhof, Lindenhof b.Neu-Ulm, Riedhöfe, und Weiler
  - Schloss Neubronn

- Oberroth mit 2 Gemeindeteilen:
  - Pfarrdorf Oberroth
  - Weiler Schalkshofen

- Osterberg mit 2 Gemeindeteilen:
  - Kirchdörfer Osterberg und Weiler

- Markt Pfaffenhofen a.d.Roth mit 15 Gemeindeteilen:
  - Hauptort Pfaffenhofen a.d.Roth
  - Dörfer Beuren und Kadeltshofen
  - Kirchdörfer Balmertshofen, Biberberg, Diepertshofen, Niederhausen, Raunertshofen, Remmeltshofen und Roth
  - Dörfer Berg, Erbishofen, Hirbishofen und Volkertshofen
  - Weiler Luippen

- Roggenburg mit 10 Gemeindeteilen:
  - Pfarrdörfer Biberach, Roggenburg und Schießen
  - Kirchdörfer Ingstetten, Meßhofen, Schleebuch und Unteregg
  - Einöden Dirrfelden, Hochbuch, Wenenden

- Stadt Senden mit 7 Gemeindeteilen:
  - Hauptort Senden
  - Pfarrdörfer Aufheim, Witzighausen und Wullenstetten
  - Kirchdörfer Ay und Hittistetten
  - Siedlung Freudenegg

- Unterroth mit 2 Gemeindeteilen:
  - Pfarrdorf Unterroth
  - Weiler Matzenhofen

- Stadt Vöhringen mit 5 Gemeindeteilen:
  - Hauptort Vöhringen
  - Pfarrdorf Illerberg
  - Kirchdorf Illerzell
  - Dorf Thal
  - Einöde Riedhof

- Stadt Weißenhorn mit 13 Gemeindeteilen:
  - Hauptort Weißenhorn
  - Kirchdörfer Attenhofen, Biberachzell, Bubenhausen, Emershofen, Grafertshofen, Hegelhofen, Oberhausen, Oberreichenbach und Wallenhausen
  - Dorf Unterreichenbach
  - Weiler Asch
  - Einöde Kuttenthalmühle

## Alphabetische Liste
In Fettschrift erscheinen die Orte, die namengebend für die Gemeinde sind, in Kursivschrift Einzelhäuser, Häusergruppen, Burgen, Schlösser und Höfe. In Klammern ist die Gemeinde angegeben.

### A
- Altenstadt
- Asch (Weißenhorn)
- Attenhofen (Weißenhorn)
- Au (Illertissen)
- Aufheim (Senden)
- Aumühle (Illertissen)
- Ay (Senden)

### B
- Balmertshofen (Pfaffenhofen a.d.Roth)
- Bellenberg
- Berg (Pfaffenhofen a.d.Roth)
- Bergenstetten (Altenstadt (Iller))
- Betlinshausen (Illertissen)
- Beuren (Pfaffenhofen a.d.Roth)
- Biberach (Roggenburg)
- Biberachzell (Weißenhorn)
- Biberberg (Pfaffenhofen a.d.Roth)
- Binsengraben (Illertissen)
- Breithofen (Neu-Ulm)
- Bruckhof (Illertissen)
- Bubenhausen (Weißenhorn)
- Buch
- Burlafingen (Neu-Ulm)

### C
- Christertshofen (Buch)

### D
- Dattenhausen (Altenstadt (Iller))
- Diepertshofen (Pfaffenhofen a.d.Roth)
- Dietershofen b.Illertissen (Buch)
- Dirrfelden (Roggenburg)
- Dornweiler (Illertissen)

### E
- Ebersbach (Buch)
- Emershofen (Weißenhorn)
- Engenhof (Buch)
- Erbishofen (Pfaffenhofen a.d.Roth)

### F
- Filzingen (Altenstadt (Iller))
- Finningen (Neu-Ulm)
- Freudenegg (Senden)
- Friesenhofen (Buch)

### G
- Gannertshofen (Buch)
- Gerlenhofen (Neu-Ulm)
- Glassenhart (Nersingen)
- Grafertshofen (Weißenhorn)

### H
- Halbertshofen I (Buch)
- Halbertshofen II (Buch)
- Harzerhof (Neu-Ulm)
- Hausen (Neu-Ulm)
- Häuserhof (Neu-Ulm)
- Hegelhofen (Weißenhorn)
- Herrenstetten (Altenstadt (Iller))
- Hirbishofen (Pfaffenhofen a.d.Roth)
- Hittistetten (Senden)
- Hochbuch (Roggenburg)
- Holzheim
- Holzschwang (Neu-Ulm)

### I
- Illerberg (Vöhringen)
- Illerbrücke (Neu-Ulm)
- Illereichen (Altenstadt (Iller))
- Illertissen
- Illerzell (Vöhringen)
- Imberg (Buch)
- Ingstetten (Roggenburg)

### J
- Jedelhausen (Neu-Ulm)
- Jedesheim (Illertissen)
- Jungviehweide (Illertissen)

### K
- Kadeltshofen (Pfaffenhofen a.d.Roth)
- Kellmünz a.d.Iller
- Kuttenthalmühle (Weißenhorn)

### L
- Leibi (Nersingen)
- Lindenhof b.Neu-Ulm (Neu-Ulm)
- Ludwigsfeld (Neu-Ulm)
- Luippen (Pfaffenhofen a.d.Roth)

### M
- Marbach (Neu-Ulm)
- Matzenhofen (Unterroth)
- Meßhofen (Roggenburg)

### N
- Nersingen
- Neuhausen (Holzheim)
- Neu-Ulm
- Niederhausen (Pfaffenhofen a.d.Roth)
- Nordholz (Buch)

### O
- Obenhausen (Buch)
- Oberelchingen (Elchingen)
- Oberfahlheim (Nersingen)
- Oberhausen (Weißenhorn)
- Oberreichenbach (Weißenhorn)
- Oberroth
- Offenhausen (Neu-Ulm)
- Ölmühle (Illertissen)
- Osterberg

### P
- Pfaffenhofen a.d.Roth
- Pfuhl (Neu-Ulm)

### R
- Raunertshofen (Pfaffenhofen a.d.Roth)
- Remmeltshofen (Pfaffenhofen a.d.Roth)
- Rennertshofen (Buch)
- Reutti (Neu-Ulm)
- Riedhof (Vöhringen)
- Riedhöfe (Neu-Ulm)
- Ritzisried (Buch)
- Roggenburg
- Roth (Pfaffenhofen a.d.Roth)

### S
- Schalkshofen (Oberroth)
- Schießen (Roggenburg)
- Schleebuch (Roggenburg)
- Schloss Neubronn (Neu-Ulm)
- Schwaighofen (Neu-Ulm)
- Senden
- Steinheim (Neu-Ulm)
- Straß (Nersingen)

### T
- Tannenhärtle (Illertissen)
- Thal (Vöhringen)
- Thalfingen (Elchingen)
- Tiefenbach (Illertissen)
- Tiefenbach (Neu-Ulm)

### U
- Unteregg (Roggenburg)
- Untereichen (Altenstadt (Iller))
- Unterelchingen (Elchingen)
- Unteres Ried (Illertissen)
- Unterfahlheim (Nersingen)
- Unterreichenbach (Weißenhorn)
- Unterroth

### V
- Vöhringen
- Volkertshofen (Pfaffenhofen a.d.Roth)

### W
- Waldreichenbach (Buch)
- Wallenhausen (Weißenhorn)
- Weiler (Neu-Ulm)
- Weiler (Osterberg)
- Weißenhorn
- Wenenden (Roggenburg)
- Werzlen (Neu-Ulm)
- Witzighausen (Senden)
- Wullenstetten (Senden)

| ↑ Zurück zum Inhaltsverzeichnis |